# Telekia
Telekia là một chi thực vật có hoa trong họ Cúc (Asteraceae).

## Loài
Chi Telekia gồm các loài: